# Клуб Добродіїв
«Клуб Добродіїв» (Dobrodiy Club) — благодієвий фонд, який створює значні зміни в житті молодого покоління. Фонд офіційно зареєстровано 2016 року, засновницею та головою є Марія Тодорчук.
У 2025 році «Клуб Добродіїв» офіційно оголосив про оновлену стратегію, засновану на підході «благодієвості» — філософії благодійності, що ґрунтується на вимірюваних результатах і реальних трансформаціях у житті дітей та підлітків, які в організації називають «життєзмінами».

## Напрями роботи фонду
- Підтримка ментального здоров'я через терапевтичні активності та навчання життєвим навичкам.
- Профорієнтація: як знайти та не втратити себе в житті, як реалізувати свій потенціал у майбутньому.
- Підтримка підлітків із досвідом сирітства через створення можливостей для розвитку та освіти, формування альтернативних сценаріїв власного майбутнього.
- Превенція гендерно-зумовленого насильства через підвищення обізнаності про ризики та формування навичок безпечної взаємодії.

## Історія
«Клуб Добродіїв» виник з ініціативи Марії Тодорчук. 2016 року фонд почав роботу, зосередившись на підтримці дітей-сиріт і родин у складних обставинах через освітні програми та розвиток навичок.
У 2023—2024 роках фонд впровадив проєкти у регіонах України й відкрив у Києві «Місце сили» — простір для підтримки підлітків, які постраждали від війни.

## Ключові проєкти

### Терапевтичний простір для підлітків «Місце сили» (2023)
У 2023 році «Клуб Добродіїв» відкрив трансформаційний простір для підтримки, відновлення та розвитку психологічної стійкості підлітків, які постраждали від війни. Простір займає три поверхи та має загальну площу 240 м². Він обладнаний укриттям, зонами для творчих занять, воркшопів і тренінгів, кімнатою довіри для роботи з психологом, а також терапевтичною кімнатою під назвою «Дорослим вхід заборонено». «Місце Сили» працює безкоштовно щодня для всіх підлітків від 10 до 17 років.
За перший рік роботи відновлюючий простір відвідали понад 15 000 підлітків.

### Освітній інтенсив «Мені вдалося»
Проєкт «Мені вдалося» створили у 2021 році для підлітків-сиріт та тих, хто перебували у складних життєвих обставинах, аби показати, що успіх не визначається умовами, в яких росте дитина.
Під час повномасштабної війни Клуб Добродіїв відновив проєкт «Мені вдалося!», адаптувавши його програму до умов нової реальності. Так, метою інтенсиву став розвиток стійкості та впевненості у складні часи, підтримка дітей та підлітків, які постраждали від війни. 5 днів, 7 різних напрямків, ментори, зіркові спікері та підлітки, які створюють власні соціальні проєкти. Ці 5 днів допомагають підліткам навчитися ефективно працювати в команді, розвинути свої комунікаційні навички, розкрити свій потенціал та провести час у компанії однодумців.

### Менторство для підлітків з досвідом сирітства
Діяльність «Клубу Добродіїв» розпочалась у 2016 році з підтримки дітей-сиріт та підлітків із досвідом інтернатного виховання. Фонд реалізовував програми наставництва, профорієнтації, фінансової грамотності та підготовки до самостійного життя після виходу з системи.
У 2024 році цей напрям отримав оновлення — фонд запустив пілотний проєкт «Менторство», реалізований за підтримки ЮНІСЕФ Україна. Програма покликана допомогти підліткам із досвідом сирітства сформувати альтернативний життєвий сценарій та зробити перші кроки до його реалізації.
Програма «Менторство» базується на розробленій фондом структурованій методології взаємодії менторів і підлітків, що передбачає поступову побудову довіри, розвиток життєвих навичок і формування готовності до самостійного дорослого життя. Комплексний підхід включає: індивідуальні сесії з психологом для створення безпечного середовища та подолання синдрому навченої безпорадності; регулярну взаємодію в парах за методичним посібником, що допомагає визначити особисті цілі й сформувати дієві стратегії розвитку; а також супровід координатора, який забезпечує сталість і ефективність участі всіх сторін.

### Дослідження «Підлітки та їхнє життя під час війни»
У 2023 році «Клуб Добродіїв», за підтримки гуманітарної організації Plan International, провів всеукраїнське соціологічне дослідження: «Підлітки та їхнє життя під час війни: настрої, цінності, майбутнє».
Результати дослідження продемонстрували, як саме вплинула війна на українських підлітків: найбільші хвилювання молоді, потребу підтримки та бачення власної реалізації, а також майбутнього.

### Профорієнтаційний воркшоп «Розшифруй свій код успіху»
Клуб Добродіїв створив програму та методологію для проведення профорієнтаційних воркшопів. Інтерактивних заходів для підлітків, в яких поєднуються системи самопізнання, навчання та підтримки.
За допомогою цього підлітки визначать власні цінності, зони інтересів і зрозуміють, чому вони є надважливим фундаментом для вибору майбутньої професії. А також ознайомляться з ключовими кар'єрними трендами в українському та світовому контекстах.
Одна з подій відбувалася на Одещині за запрошенням Фундації Олени Зеленської, а спікеркою стала перша леді України Олена Зеленська.

### Перше україномовне YouTube-шоу для підлітків «ДеТоксік Шоу»
Перше україномовне шоу для підлітків, створене Клубом Добродіїв у співпраці з Plan International.
Учасники разом із ведучим та запрошеними інфлюенсерами обговорювали теми булінгу, сексизму, особистих кордонів та токсичних стосунків. За 6 місяців шоу зібрало понад 1 млн переглядів, 5 тис. підписників і 100+ відео.

### Освітні серіали для підлітків на Дія. Освіта у співпраці з Міністерством цифрової трансформації
у партнерстві з Міністерством цифрової трансформації та Plan International Клуб Добродіїв створив серіали для підлітків:
- «Базові знання про гендер» — пояснює суть гендерних понять і стереотипів, містить реальні кейси безпечної взаємодії[10];
- «Особиста безпека підлітків» — про розпізнавання та запобігання ризикам в офлайн- та онлайн-середовищі[11].

## Кампанії

### «Освіта, а не цукерки»
«Клуб Добродіїв» запустив суспільну кампанію «Освіта, а не цукерки», щоб змінити підхід до святкової допомоги дітям-сиротам і підліткам у складних життєвих обставинах. Ініціатива привернула увагу до того, що разова роздача подарунків і солодощів не вирішує системних проблем. Натомість фонд закликав інвестувати у довготривалі зміни — освіту, розвиток і підтримку дітей-сиріт..

### Відповідальна ініціатива до дня захисту дітей
У червні 2024 року до Міжнародного дня захисту дітей фонд започаткував загальнонаціональну «Відповідальну ініціативу». Кампанія наголошувала, що 1 червня — це не лише свято, а відповідальність та нагода говорити про права дитини.
До ініціативи долучилося понад 80 українських компаній, серед яких «Укрзалізниця», Rozetka, «Нова пошта», «Сільпо», Megogo, Дарниця та інші — вони на один день змінили свої логотипи на створені підлітками. У межах ініціативи також проведено благодійний збір, який залучив понад 2 млн грн на психоемоційну підтримку дітей, що постраждали від війни.

### Проєкт «Зігрівай»
У відповідь на повномасштабне вторгнення та складну ситуацію на прифронтових територіях, «Клуб Добродіїв» у 2022 році створив благодійну інтернет-крамничку «Зігрівай». Її мета — забезпечити дітей теплими речами.
Кожен охочий міг онлайн придбати теплі черевики, флісову ковдру, термос або повний набір — і передати його дітям, які проживають у зоні бойових дій.
У перший рік ініціатива зібрала 4 млн грн, які були спрямовані на допомогу дітям. У 2023 році проєкт тривав три місяці й залучив ще 1 млн грн підтримки.

## Відзнаки
- У грудні 2022 фонд отримав від компанії «Нова пошта» відзнаку «Варті» в номінації «Допомога дітям».[16]
- У 2022, 2023 та 2024 роках «Клуб Добродіїв» увійшов до списку «ТОП-100» від Київської міської державної адміністрації — в рамках якого відзначали найкращі кейси партнерства влади та громади[17].
- Перемога в номінації «Якісна освіта» iF Social Impact Prize 2019 (як співпартнер проєкту «Перша професія» від «Освіторії»)[18].

Нагороди Марії Артеменко, як засновниці Фонду
- Медаль «За працю і звитягу» (5 грудня 2019) — за громадянську мужність, вагомий особистий внесок у розвиток волонтерського руху, зміцнення обороноздатності та безпеки Української держави, активну благодійну і гуманістичну діяльність[19].
- Top 30 Under 30 by KyivPost — відзнака топ-30 українських лідерів віком до 30 років[20].